# Podleśna (Stara Jedlanka)
Podleśna – część wsi Stara Jedlanka w Polsce położona w województwie lubelskim, w powiecie lubartowskim, w gminie Uścimów.
W latach 1975–1998 miejscowość należała administracyjnie do województwa lubelskiego.